# Gotlandsko

Gotlandsko.

Gotlandsko var en koras som fanns på Gotland. Gotlandskon var behornad, ofta ljusbrun. Vid en premiering år 1909 godkändes endast en tjur av rasen. Därefter minskade antalet för att till sist vara helt borta. På 1940-talet fanns enstaka exemplar av honkön kvar. Det finns/fanns likheter mellan gotlandskon och den ännu fortlevande rasen väneko.